# Aero the Acro-Bat 2
Aero the Acro-Bat 2 — мультиплатформенная видеоигра в жанре платформер, разработанная компанией Iguana Entertainment и изданная Sunsoft для игровых платформ Sega Mega Drive/Genesis, SNES и Wii Virtual Console в 1994 и в 2010 годах. Является продолжением игры Aero the Acro-Bat.
В 2003 году также планировалось выпустить версию для Game Boy Advance разработанную компанией Metro 3D. Игра графически напоминала первую часть и состояла из 45 уровней.
Игра посвящена памяти бразильского автогонщика Айртона Сенны, погибшего в 1994 году на трассе в Имоле, Италия.

## Сюжет
Летучая мышь по имени Аэро вновь противостоит доктору Эдгару Эктору.
После победы над злодеем в Мире Развлечений вновь восстановилось спокойствие, но ненадолго. Оказалось, что доктор Эктор, упав с огромной высоты из-за неисправной летательной машины, сумел выжить — его спас один из подручных, Зеро. Эктор, вернувшись в свою цитадель — Замок Ужаса, начал разрабатывать новый план.
Аэро, узнав о том, что Доктор собирается снова захватить Мир Развлечений, отправился в Замок Ужаса, чтобы помешать ему.

## Игровой процесс

Кадр из игры для версии Sega Mega Drive/Genesis

Игра представляет собой платформер и состоит из нескольких уровней. Уровни в игре — замкнутые локации, выполненные с использованием двухмерной графики и бокового скроллинга, на которых находятся враги, ловушки, полезные предметы, «точки сохранения», а также «телепорты». В некоторых местах уровней расположены потайные комнаты. В отличие от предыдущей части, на уровнях отсутствует система заданий, а также таймер; однако здесь сохранились логические элементы — например, чтобы добраться до недоступной платформы, нужно воспользоваться батутом или другим предметом.
Игру отличает более совершенная графика и несколько более плавная анимация, чем в первой части. Другая особенность — наличие мини-игр между основными уровнями.
Герой игры — летучая мышь Аэро. Он перемещается по уровням, уничтожает врагов и собирает различные предметы. Как и ранее, персонаж сохранил способность к полёту и планированию.
Враги в игре — монстры и приспешники доктора Эктора. Их можно уничтожать посредством прыжка сверху.
Полезные предметы в основном пополняют здоровье персонажа и влияют на количество очков. Некоторые из собранных предметов подсчитываются в конце уровня; их количество также влияет на очки игры.

## Оценки
Игра получила достаточно высокие оценки критиков.
К примеру, журнал GameFan Magazine поставил версии для SNES оценку 95 баллов из 100, отметив звуковое и графическое оформление игры. При этом, по версии веб-сайта GameFAQs, игра получила оценку 6,8 баллов из 10.
Журнал GameFan Magazine оценил версию для Sega Mega Drive/Genesis в 90 баллов из 100, положительно охарактеризовав графику, дизайн уровней и анимацию персонажей. Обращая внимание на более совершенное графическое оформление и появление новых возможностей у персонажа по сравнению с предыдущей частью, другой журнал — GamePro — поставил ей оценку 4 балла из 5. Рецензенты журнала EGM, сравнивая Aero the Acro-Bat 2 с аналогичной ей игрой Zero the Kamikaze Squirrel, отметили превосходство последней по некоторым параметрам, но выделили среди достоинств первой удобное управление, качественный звук и хорошую графику и оценили её в 7,8 баллов из 10. Сайт GameFAQs оценил версию в 7,1 баллов из 10.
Оценки версии для Wii Virtual Console были несколько ниже. Информационный сайт IGN поставил ей оценку 7 баллов из 10, также отметив графическое оформление и звуковое сопровождение и управление персонажем.
Веб-сайт GameSpot оценил версии игры для Sega Mega Drive/Genesis и SNES в 7,2 и 8,1 баллов соответственно.